# Bálint Lajos (újságíró)
Bálint Lajos, 1887-ig Oestreicher (Gyöngyös, 1869. június 8. – Budapest, 1926. március 29.) magyar újságíró, lapszerkesztő, ügyvéd. Unokaöccse Bálint Imre (1896–1953) író, újságíró.

## Élete
Oestreicher Móric és Neuman Cili fia. Jogi tanulmányai befejeztével, 1894-ben Budapesten ügyvédi irodát nyitott. Az első világháború idején bevonult hadi önkéntesként. Bekapcsolódott a szabadkőműves és a polgári radikális mozgalmakba, s rövidesen vezető szerephez jutott. Az Eötvös József páholy nagymestereként, 1910. március 30-án megjelentette a Világ című napilap első számát. Az újság később a polgári radikális eszmék hathatós szószólójává vált. Ő lett a lap első főszerkesztője, 1911-től 1913 januárjáig felelős szerkesztője, amelyet Purjesz Lajos vett át tőle. Irányítása alatt a Világ nemzeti irányzatot követett, s kiállt az általános titkos választójog mellett. A Világba később is írt, főként tárcákat és verseket.
Házastársa Ratkó Vilma volt, akit 1925. június 17-én Budapesten, a Terézvárosban vett nőül.
Temetése a Kozma utcai izraelita temetőben volt. Síremlékét, Róna József szobrászművész márványból faragott alkotását, 1928. június 10-én avatták fel.